# Wallis Bird
Wallis Bird (née le 31 décembre 1982 à Meath, Irlande) est une musicienne irlandaise. Elle vit et travaille à Londres.

## Biographie
La première fois que Bird découvrit la musique, elle avait 6 mois et reçut sa première guitare des mains de son père. Née gauchère, elle perd les 5 doigts de sa main gauche lors d'un accident de tondeuse (4 purent être recousus), elle a pris l'habitude de jouer avec une guitare pour droitier à l'envers, ce qui contribue à son style de jeu peu conventionnel.
Après l'école, Bird se dirige vers la capitale irlandaise, Dublin, pour étudier l'écriture de chansons à l'école de rock de Ballyfermot. C'est là qu'elle fit la rencontre d'un membre de groupe Aoife O'Sullivan.

### Vie privée
Wallis Bird est ouvertement lesbienne.